# Mesura del temps a Mart

Les durades i temps de les estacions marcianes comparades amb les estacions a la Terra.

S'han utilitzat o proposat diversos esquemes per mesurar el temps en el planeta Mart independentment del temps i calendaris de la Terra.
Mart té una inclinació axial i un període de rotació similars a la de la Terra. Per tant, experimenta estacions de primavera, estiu, tardor i hivern de la mateixa manera que la Terra, i el seu dia és aproximadament la mateixa longitud. El seu any és gairebé dues vegades més que la de la Terra, i la seva excentricitat de l'òrbita és considerablement més gran, el que significa entre altres coses que les longituds de diverses estacions marcianes difereixen considerablement, i l'hora del rellotge de sol poden diferir de l'hora del rellotge de la Terra.

## Hora del dia
La durada mitjana d'un dia sideral marcià és de 24h 37m 22,663s (88.642,66300 segons basats en unitats del SI), i la longitud del seu dia solar (sovint anomenat sol) és de 24h 39m 35,24409s (88.775,24409 segons). Els valors corresponents per a la Terra són 23h 56m 4,0916s i 24h 00m 00,002s, respectivament. Això proporciona un factor de conversió d'1,0274912510 dies/sol. Per tant, el dia solar de Mart és només un 2,7% més llarg que la de la Terra.
Una convenció utilitzada pels projectes de mòduls de descens espacials fins a la data ha estat la de mantenir un registre de l'hora solar local utilitzant un "rellotge marcià" de 24 hores en el qual les hores, els minuts i els segons són 2,7% més llargues que les seves durades estàndard (de la Terra). Per les missions Mars Pathfinder, Mars Exploration Rover, Phoenix, i la Mars Science Laboratory, l'equip d'operacions ha treballat en "hora marciana", amb un horari de treball sincronitzat amb l'hora local en el lloc d'aterratge a Mart, en lloc del Dia de la Terra. Això es tradueix en moure l'horari aproximadament 40 minuts més tard en el temps de la Terra cada dia. Els rellotges de polsera calibrats en el temps de Mart, en lloc del temps de la Terra, van ser utilitzats per molts dels membres de l'equip MER.
L'hora solar local té un impacte significatiu en la planificació de les activitats diàries dels mòduls d'aterratge de Mart. Es necessita la llum del dia per als panells solars per les sondes aterrades. La seva temperatura augmenta i cau ràpidament a l'alba i al capvespre perquè Mart no té l'atmosfera i els oceans de la Terra que esmorteeixen aquestes fluctuacions.
S'han proposat alternatives per als rellotges de Mart, però cap missió ha optat per utilitzar aquest tipus. Aquests inclouen un esquema de temps mètric, amb "mil·lidies" i "centidies", i un dia estès que utilitza unitats estàndard però que compta per 24h 39m 35s abans d'acabar fins a l'endemà.

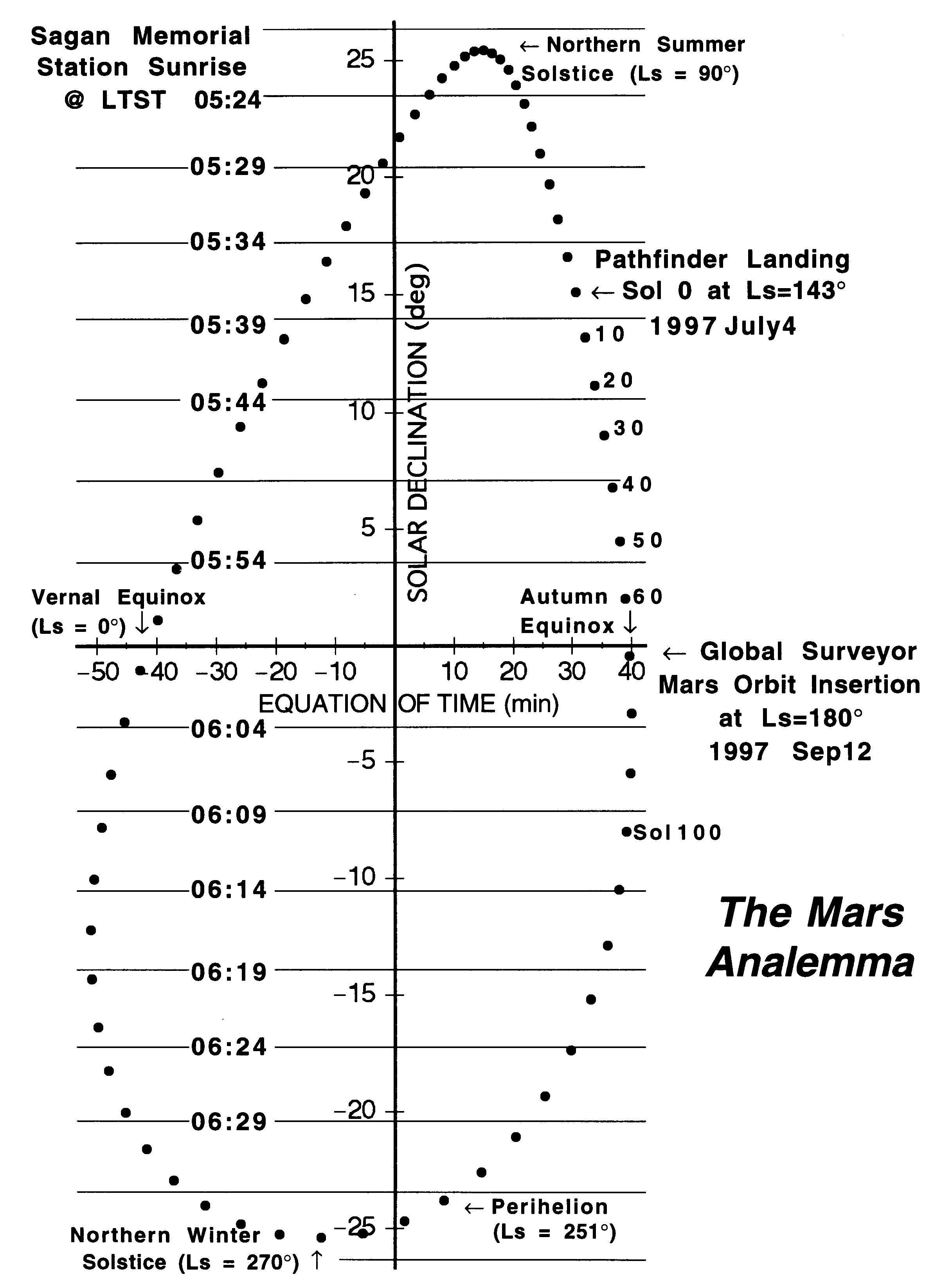
L'analema de Mart.

Com en la Terra, a Mart hi ha també una equació del temps que representa la diferència entre el temps del rellotge de sol i del temps uniforme (rellotge). L'equació del temps s'il·lustra per un analema. Perquè l'excentricitat de l'orbital, la longitud del dia solar no és prou constant. A causa de la seva excentricitat orbital és més gran que la de la Terra, la longitud del dia varia de la mitjana en una quantitat més gran que la de la Terra i, per tant, la seva equació del temps mostra una major variació que la de la Terra: a Mart, el sol pot ser 50 minuts més lent o 40 minuts més ràpid que un rellotge de Mart (a la Terra, les xifres corresponents són 14m 22s més lent i 16m 23s més ràpid).
Mars té un primer meridià, definit com passa a través del petit cràter Airy-0. No obstant això, Mart no té zones horàries definides a intervals regulars des del primer meridià, com a la Terra. Cada mòdul d'aterratge fins ara s'ha utilitzat una aproximació de l'hora solar local com el seu marc de referència, com les ciutats ho van fer a la Terra abans de la introducció del temps estàndard al segle xix. (els dos Mars Exploration Rovers passar a ser d'aproximadament 12 hores i un minut de diferència).
La norma moderna per mesurar la longitud de Mart és "longitud planetocèntrica", que es mesura a partir de 0°–360° Est i mesura els angles del centre de Mart. El sistema antic, la "longitud planetogràfica" es va mesurar a partir 0°–360° Oest i es va utilitzar coordenades projectades a la superfície.

## Sols
El terme sol (en argot del temps planetari) és utilitzat pels astrònoms planetaris per a referir-se a la durada d'un dia solar a Mart. Un dia solar de Mart, o "sol", són 24 hores, 39 minuts, i 35,244 segons.
Quan un mòdul d'aterratge espacial comença les operacions a Mart, els dies marcians que passen (sols) són rastrejats utilitzant un simple recompte numèric. Les dues missions Viking, Mars Phoenix i l'astromòbil Curiosity de la Mars Science Laboratory compten el sol en el qual cada mòdul d'aterratge va tocar terra com a "Sol 0"; la Mars Pathfinder i els dos Mars Exploration Rovers en lloc es van definir des del "Sol 1".
Encara que les missions d'aterratge han ocorregut dues vegades en parelles, no es va fer cap esforç per sincronitzar els recomptes de sol dels dos mòduls d'aterratge dins de cada parell. Així, per exemple, tot i que el Spirit i el Opportunity van ser enviats a funcionar alhora a Mart, cadascun va compta la seva data de d'aterratge amb el "Sol 1", posant els seus calendaris aproximadament 21 sols fora de sincronia. Spirit i Opportunity difereixen en longitud per 179 graus, pel que quan és de dia per a un, és nit per l'altre, i es van dur a terme activitats de forma independent mentre tots dos estaven en funcionament.
A la Terra, els astrònoms utilitzen sovint les dates julianes – un simple recompte de dies seqüencials – per a propòsits de mesurament del temps. Una proposta de contrapart a Mart és la Data de Sol Marcià (de l'anglès Mars Sol Date o MSD), que és un compte corrent de sols des del 29 de desembre de 1873 (casualment la data de naixement de l'astrònom Carl Otto Lampland). Una altra proposta suggereix una data d'inici concreta (o època) en l'any 1608 (invenció del telescopi). Qualsevol opció està destinada a garantir que tots els esdeveniments històricament registrats relacionats amb Mart es produeixen posteriorment. La Mars Sol Date es defineix matemàticament com a MSD = (data juliana utilitzant l'temps atòmic internacional - 2451549.5 + k)/1.02749125 + 44796.0, on k és una petita correcció d'aproximadament 0,00014 d (o 12 s) a causa de la incertesa en la posició geogràfica exacta del primer meridià al cràter Airy-0.
El terme anglès "yestersol" (o sol d'ahir) va ser utilitzat per l'equip d'operacions marcianes de la NASA al principi de la missió MER per referir-se a l'anterior sol (la versió de Mart de "ahir"), i va entrar en ús bastant ampli dins d'aquesta organització durant la missió del Mars Exploration Rover de 2003. Fins i tot va ser recollit i utilitzat per la premsa. Altres inclouen neologismes inclouen el "tosol" (de l'anglès "today" o avui a Mart), així com una de les tres versions "tomorrow": "nextersol", "morrowsol", o "solmorrow" per referir-se al sol marcià de l'endemà. Els tècnics i científics de la NASA van utilitzar el terme "soliday" almenys ja en 2012 per referir-se a dies de descans a causa de l'eliminació gradual de temps o la sincronització dels calendaris planetaris.